# 烏崔米利亞山
13°47′28″S 71°05′45″W / 13.79111°S 71.09583°W
烏崔米利亞山（Uchuy Milla）是一座秘魯的山峰，位於該國東南部庫斯科大區，由坎奇斯省的皮圖馬卡區負責管轄，屬於韋爾卡努塔山脈的一部分，海拔高度約5,300米。